# Chris Chibnall
Chris Antony Chibnall (nascido em Março de 1970) é um roteirista britânico. Ele é mais conhecido por seu trabalho na série de ficção científica Torchwood e no drama criminal Broadchurch, da ITV. Em 2016, a BBC anunciou que Chibnall sucederia Steven Moffat como showrunner de Doctor Who a partir da 11.ª temporada.

## Trabalhos creditados
| Produção                | Notas | Emissora               |
| ----------------------- | --- | ---------------------- |
| Life on Mars            | - 1.ª temporada: episódio 7 (2006) - 2.ª temporada: episódio 2 (2007) | BBC One                |
| Torchwood               | - "Day One" (2006) - "Cyberwoman" (2006) - "Countrycide" (2006) - "End of Days" (2007) - "Kiss Kiss, Bang Bang" (2008) - "Adrift" (2008) - "Fragments" (2008) - "Exit Wounds" (2008) | BBC Two/BBC Three      |
| Doctor Who              | 5 episódios, 6 minisódios (2007-2012): - "42" (2007) - "The Hungry Earth" / "Cold Blood" (2010) - Pond Life (2012) - "Dinosaurs on a Spaceship" (2012) - "The Power of Three" (2012) - "P.S." (2012) - "The Woman Who Fell to Earth" (2018) - "The Ghost Monument" (2018) - "Rosa" (co-escrito com Malorie Blackman, 2018) - "Arachnids in the UK" (2018) - "The Tsuranga Conundrum" (2018) - "The Battle of Ranskoor Av Kolos" (2018) - "Resolution" (2019) - "Spyfall" (2020) - "Fugitive of the Judoon" (co-escrito com Vinay Patel, 2020) - "Praxeus" (co-escrito com Pete McTighe, 2020) - "Can You Hear Me?" (co-escrito com Charlene James, 2020) - "Ascension of the Cybermen" / "The Timeless Children" (2020) - "Revolution of the Daleks" | BBC One/BBC Red Button |
| Law & Order: UK         | - "Care" (baseado em "Cradle to Grave", 2009) - "Vice" (baseado em "Working Mom", 2009) - "Unsafe" (baseado em "American Dream", 2009) - "Paradise" (baseado em "Heaven", 2009) - "Samaritan" (baseado em "Manhood", 2010) - "Honour Bond" (baseado em "Corruption", 2010) | ITV                    |
| United                  | - Filme telelevisivo (2011) | BBC Two                |
| Broadchurch             | Criador, 24 episódios: - 1.ª temporada (2013) - 2.ª temporada (2015) - 3.ª temporada (2017) | ITV                    |
| The Great Train Robbery | - Filme televisivo (2013) | BBC One                |